# قلما
قلما إحدى قرى مركز قليوب التابع لمحافظة القليوبية بجمهورية مصر العربية.

## التاريخ
قرية قلما من القرى القديمة، واسمها الأصلي وقت الفتح الإسلامي لمصر «كيليما» (بالإنجليزية: Kelema)‏، وقد وردت باسم قلما في أعمال الشرقية ضمن قرى الروك الصلاحي التي أحصاها ابن مماتي في كتاب قوانين الدواوين، كما وردت باسم قلما من أعمال القليوبية ضمن قرى الروك الناصري التي أحصاها ابن الجيعان في كتاب «التحفة السنية بأسماء البلاد المصرية». وفي العصر العثماني كان اسمها في تربيع سنة 933هـ/1527م الذي أجراه الوالي العثماني سليمان باشا الخادم في عصر السلطان العثماني سليمان القانوني قلما ضمن قرى ولاية القليوبية، وفي تاريخ 1228هـ/1813م الذي عدّ قرى مصر بعد المسح الذي قام به محمد علي باشا باسم قلما ضمن قرى مديرية القليوبية.

## السكان
بلغ عدد سكان قلما 22,005 نسمة، حسب الإحصاء الرسمي لعام 2006.